# Марка-предшественница

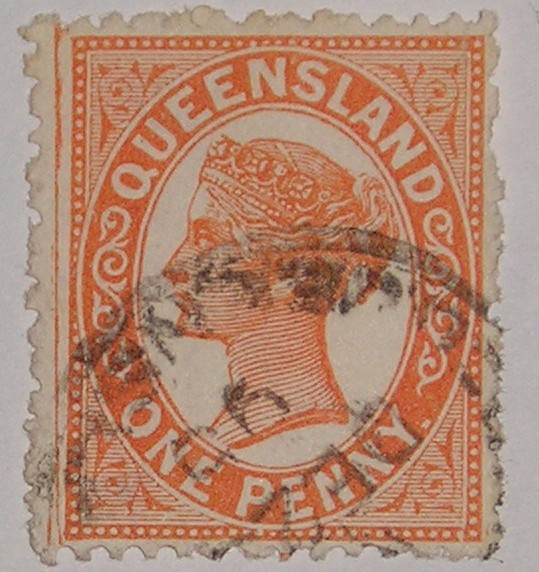

Ма́рка-предше́ственница — в филателии почтовая марка, находившаяся в обращении в каком-либо регионе или на какой-либо территории до выпуска ими собственных почтовых марок[≡]. Марки-предшественницы не следует путать с домарочными знаками почтовой оплаты и провизориями.

## Описание, история и примеры
Помимо обозначения временных марок до выхода собственных, этот термин также охватывает почтовые марки политических предшественников какой-либо страны. Например, почтовые марки колонии Западная Австралия являются марками-предшественницами нынешней Австралии[≡], а почтовые марки Британского мандата в Палестине являются марками-предшественницами современного Израиля[≡].

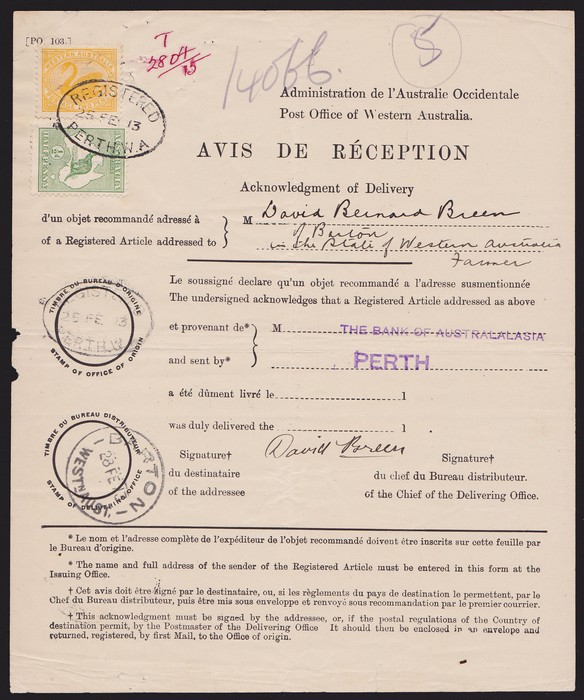

### Выпуски для колоний
Обычно до выпуска предназначенных только для той или иной колонии почтовых марок её метрополия использовала собственные марки с надпечаткой названия колонии. Например, в Британском Бечуаналенде (в настоящее время часть ЮАР), на Кипре, на островах Уоллис и Футуна и др.
Такие марки с надпечатками могут рассматриваться как марки-предшественницы, аналогично маркам метрополии, бывшим в обращении за её границами, но не отмеченных для конкретного использования в колонии. Использование именно в колонии в последнем случае можно определить по оттиску почтового штемпеля: например, почтовый штемпель «А25» показывает, что эта почтовая марка была погашена на Мальте.

Марки-предшественницы некоторых британских колоний
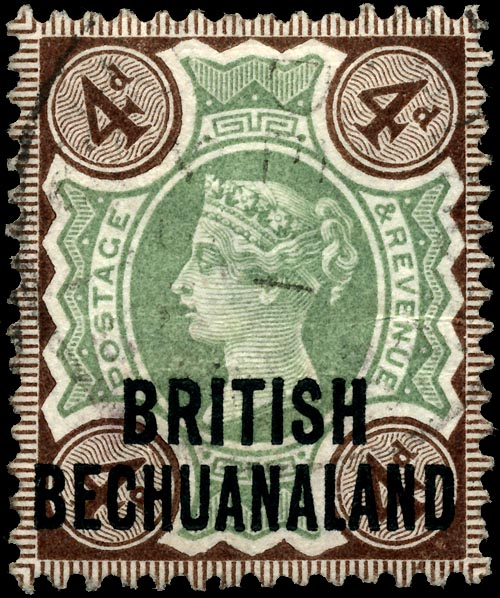
Марка Великобритании, надпечатанная для использования в Британском Бечуаналенде
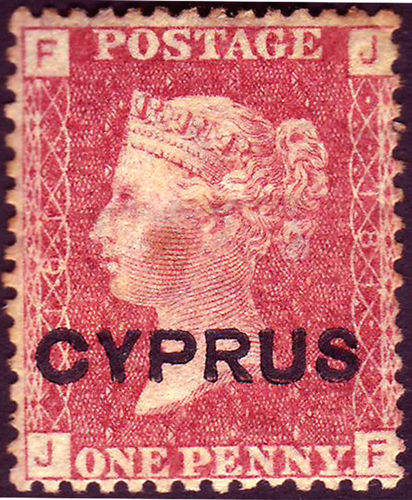
Марка Великобритании с надпечаткой для использования на Кипре (1880)[^]
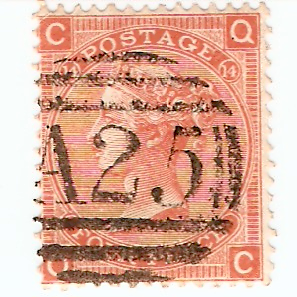
Мальтийское гашение номерным штемпелем «A25» на марке Великобритании 1865 года[^]

### Пропагандистские марки
Хотя термин «марка-предшественница» обычно ограничивается почтовыми марками, которые являются официальными выпусками какой-либо территории, некоторые «марки», выпущенные политическими движениями, такими как Шинн Фейн (Ирландия)[≡] или «Еврейский национальный фонд» (Израиль) относят к маркам-предшественницам, несмотря на их недействительность для почтового обращения[≡].

Пропагандистские марки, предшествовавшие официальным почтовым выпускам
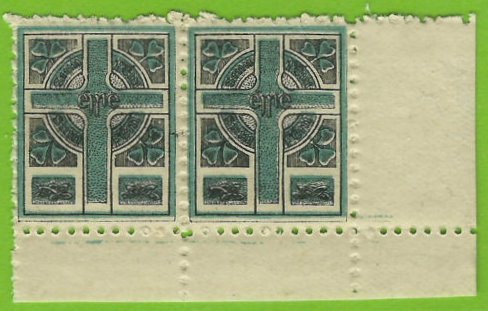
Шинн Фейн (Ирландия, 1907)[^]
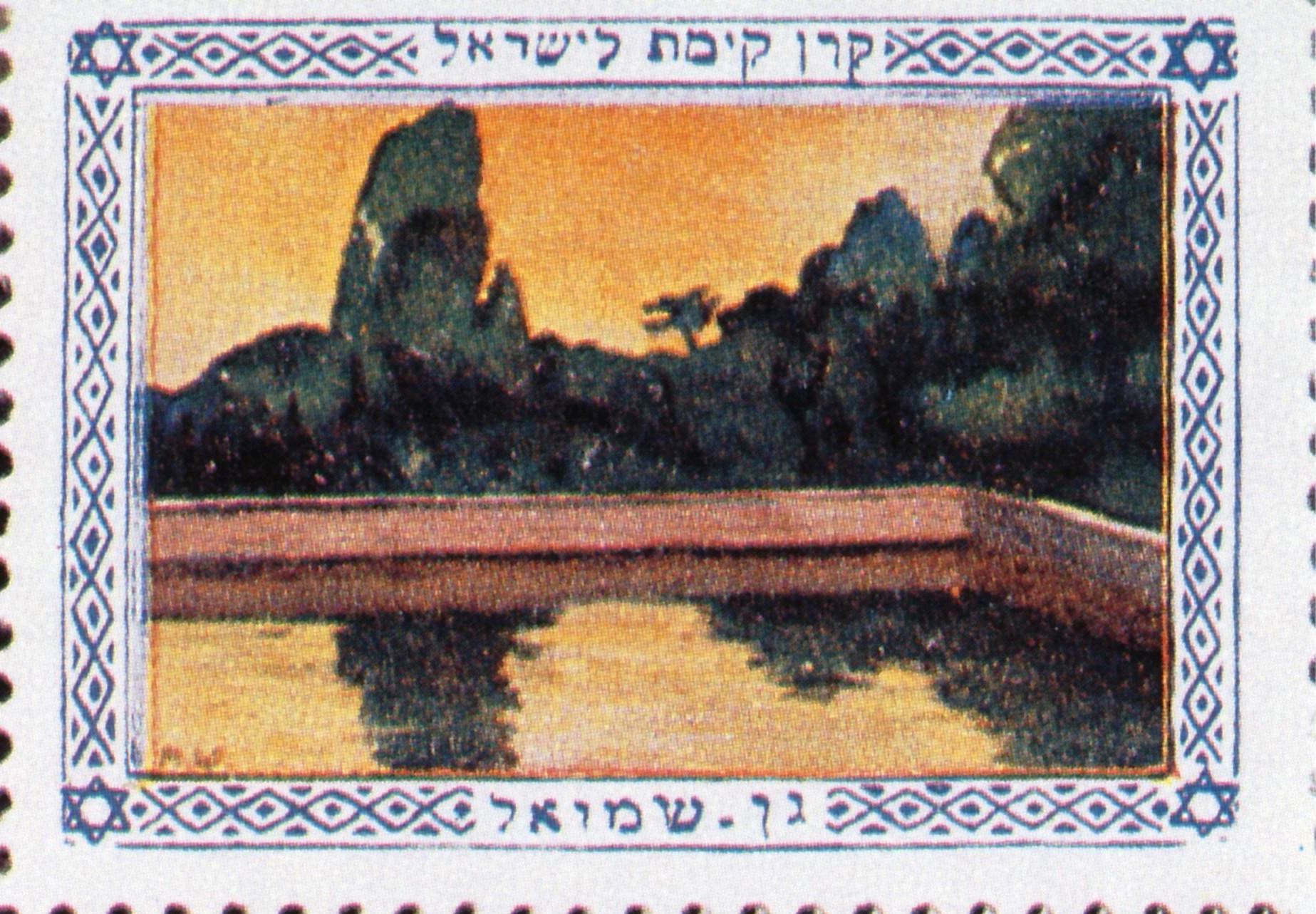
«Еврейский национальный фонд» (Израиль, около 1915)[^]

## Домарочные почтовые знаки
От собственно марок-предшественниц следует отличать домарочные знаки почтовой оплаты. Их называют предшественниками (или предшественницами) почтовой марки вообще, и в качестве таковых рассматривают франкировочные документы до 1840 года — времени появления самой первой почтовой марки.
Таким образом, домарочные знаки применялись для взыскания почтового сбора до введения знаков почтовой оплаты. К подобным предшественникам почтовой марки относятся:
- квитанции «Billets de port payé» парижской городской почты[нем.] 1653 года,
- штемпели «Penny Post Paid» лондонской городской почты 1683 года[≡],
- «Сардинские лошадки» 1819—1836 годов[≡],
- почтовые марки-квитанции берлинской городской почты 1828 года,
- марки-квитанции санкт-петербургской городской почты 1839 года.

Примеры домарочных знаков почтовой оплаты
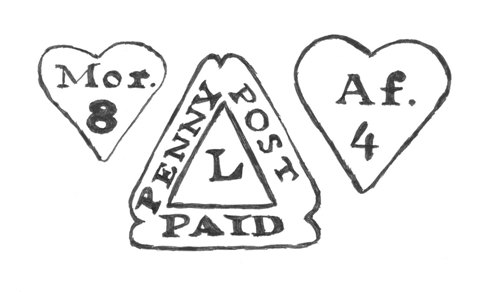
Образцы почтовых штемпелей Докрея — ранних предшественников почтовой марки: треугольный — с надписью «Penny Post Paid» («Пенни-почта. Оплачено») и буквой «L», означавшей почтамт на Лайм-стрит; два дополнительных сердцевидных — с отметками «Mor» или «Af» (от англ. «Morning» и «Afternoon» — первая или вторая половина дня) и часа доставки, которые ставились при доставке письма (1680—1682)[^]
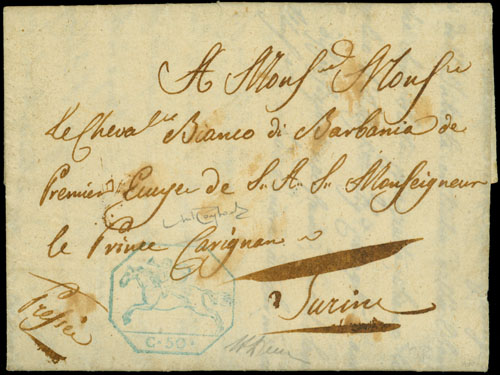
Почтовый лист с оттиском «сардинской лошадки», отправленный из Генуи в Турин 16 февраля 1819 года[^]

## Провизории
Не считаются марками-предшественницами и провизории, изготовленные посредством нанесения надпечаток, поскольку являются официальными почтовыми марками государства даже в случае использования старых почтовых марок.

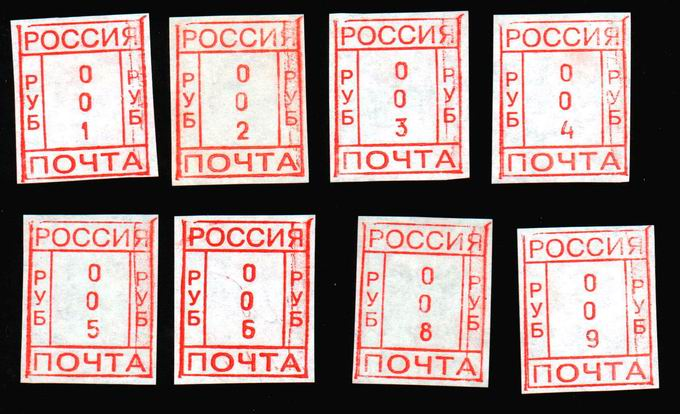
Провизории Пскова 1992—1994 годов